# Убийство львовских профессоров
Убийство львовских профессоров — массовые убийства представителей польской интеллигенции Львова (около 45 польских учёных и преподавателей, в основном Львовского университета, членов их семей и гостей), совершённые в июле 1941 года во Львове немецкими оккупационными войсками.

## Ход акции
30 июня 1941 года, через неделю после начала Великой Отечественной войны, немецкими войсками был захвачен Львов. Нацисты осуществили массовые казни местных жителей — поляков и евреев, выбирая своих жертв по заранее подготовленным спискам. Большинство людей в списках были польскими политиками, артистами, спортсменами, учёными и священниками. Эта акция имела своей целью уничтожение элиты польской нации — людей, которые могли попытаться выступить выразителями польского общественного мнения и обратиться к мировой общественности.
Аналогичные акции уже проводились гестапо и немецкими властями на территории Чехословакии и Генерал-губернаторства в 1939 году, в отношении краковских профессоров, которые, правда, были не расстреляны сразу же, а отправлены в концлагеря.
Массовые аресты и расстрелы начались сразу после оккупации Львова. Непосредственное уничтожение населения проводили прибывшие в город вслед за армейскими подразделениями 2−3 июля 1941 года специальные немецкие подразделения (айнзатцкоманды), которыми командовал гауптштурмфюрер СС Ганс Крюгер, руководитель подразделения львовского гестапо. Большинство схваченных евреев было расстреляно на месте, тогда как поляков и представителей других национальностей сначала вывозили в тюрьму гестапо, бывшую военную тюрьму на Замарстынове и на окружающие город холмы — Вулецкие холмы, Винники, на Кортумову гору, на новое еврейское кладбище.
2 июля днём был арестован профессор Казимеж Бартель, в прошлом несколько раз возглавлявший польское правительство.
В ночь с 3 на 4 июля 1941 года между 22 и 2 часами несколько групп, состоящих из эсэсовцев, полиции и полевой жандармерии под руководством офицеров СС, произвели аресты нескольких десятков профессоров высших учебных заведений во Львове. Кроме профессоров забрали всех присутствующих в квартире мужчин старше 18 лет. Списки были составлены ещё до вторжения. К этим спискам мог иметь отношение голландец Питер Ментен, владелец имения, который был вхож в богатые дома и хорошо знал, чем там можно поживиться. Ранним утром 4 июля один из профессоров и большинство прислуги были освобождены, тогда как остальные были вывезены и казнены на Вулецких холмах, либо расстреляны во внутреннем дворике Воспитательного дома им. Абрахамовичей (Бурса Абрагамовичей).
Профессор Казимир Бартель был расстрелян позднее, 26 июля 1941 года.
В октябре 1943 года тела расстрелянных были эксгумированы, перевезены в Кривчицкий Лес и сожжены вместе с сотнями других трупов в ходе мероприятий по сокрытию следов нацистских преступлений.
Как указывает польский историк Зигмунт Альберт, жильё расстрелянных заняли высокопоставленные чиновники гестапо и украинской полиции.
В работе Института истории НАН Украины, посвящённой деятельности ОУН и УПА в 1939—1956 годах, отмечается:

 Польский историк Рышард Тожецкий в работе «Поляки и украинцы. Украинский вопрос в период Второй мировой войны на территории Второй Речи Посполитой», выясняя, кто же совершил убийства львовских профессоров, привлекает материалы немецких айнзацкоманд, которые хранятся в Федеральном архиве города Кобленц (ФРГ). По его мнению, задача массовых уничтожений так называемых всесторонне опасных лиц возлагалась на действовавшую в Галиции «Айнзацкоманду особого назначения» (нем. «Einsatzkommando zur besonderen Verwendung»), возглавляемую шефом полиции безопасности и СД в Генерал-губернаторстве бригаденфюрером СС доктором Карлом Эберхардом Шёнгартом.
В самой работе Рышарда Тожецкого (которого украинская сторона характеризует как «одного из самых авторитетных исследователей Второй мировой войны в Польше»), на которую ссылаются украинские историки, также указано, что:

невозможно установить, входили ли в состав команд, осуществлявших казни, завербованные в полицию крайние украинские националисты, хотя на основании показаний свидетелей это не исключено. Менее правдоподобным является участие солдат из «Нахтигаля», потому что они были подчинены Абверу и у них были иные задания. Списки лиц, которых следовало казнить, были составлены ещё перед агрессией при помощи молодых оуновцев.
Под «агрессией» автор понимает нападение Германии на СССР 22 июня 1941 года.
Также в упомянутой работе Института истории НАН Украины говорится о том, что прокуратура германского города Гамбурга в 1966 году установила, что:

 приказ арестовать и расстрелять профессоров был отдан лично Шёнгартом. Сам расстрел произвели, вероятно, шестеро украинцев-членов вспомогательной полиции из Генерального губернаторства, которые работали при зондеркоманде в качестве переводчиков.

## Списки убитых
Украинский советский писатель и публицист Владимир Беляев, долгие годы изучавший этот вопрос, даёт такой список убитых:
- профессор-стоматолог Антоний Цешинский
- профессор-терапевт Ян Грек,
- профессор-хирург Генрих Гилярович,
- профессор-правовед Роман Лонгшамо-де-Бере (с тремя сыновьями),
- профессор математики Антоний Ломницкий, 60 лет, один из основателей львовской математической школы,
- профессор-геолог Станислав Пилят,
- профессор судебной медицины, бывший ректор Университета Влодзимир Серадзский (70 лет),
- профессор-хирург Тадеуш Островский,
- доктор права, беженец из Гданьска Тадеуш Тапковский,
- профессор-терапевт Роман Ренцкий, академик,
- писатель Тадеуш Бой-Желеньский,
- профессор-пенсионер Адам Соловей (82 года) с женой и внуком Адамом Монсовичем (19 лет),
- профессор, декан Витольд Новицкий с сыном Юрием — военврачом,
- профессор геометрии, бывший премьер-министр Казимир Бартель,
- профессор Роман Виткевич,
- профессор Влодзимеж Круковский,
- профессор Владимир Стожек (с двумя сыновьями),
- доктор технических наук Казимир Ветуляни,
- доктор Каспар Вейгель (с сыном Юзефом),
- доцент-хирург Владислав Добржанецкий,
- окулист Ежи-Юрий Гжендельский,
- доцент Ветинститута Эдмунд Хамерский,
- врач-гинеколог, профессор Станислав Мончевский,
- врач-педиатр Станислав Прогульский с сыном Андреем,
- ординатор госпиталя Станислав Руфф с женой и сыном Адамом (инженер-химик),
- также жена Островского, учительница, гражданка США Кэтти Демкив[5].

В Акте Львовской комиссии по расследованию фашистских зверств (1—6.11.1944) добавлены:
- профессор права, член Гаагского трибунала Алерганд,
- профессор-психиатр Домасевич,
- профессор Порчинский,
- профессор Адам Фишер,
- профессор Штрикс,
- профессор Мундт,
- доцент Ауэрбах (с женой и дочкой — отравились при аресте),
- доцент Остерн (отравился),
- доцент Чертковер,
- доцент Пьясецкий,
- инженер Блюменталь,
- инженер Шимон[6].

Польский историк З. Альберт называет также:
- жену профессора Грека Марию,
- доктора теологии ксендза Владислава Коморницкого,
- знакомого Добржанецкого Эугениуша Костецкого,
- жену профессора Островского Ядвигу,
- жену доктора Руффа Анну,
- профессора Хенрика Коровича;
- профессора математики Станислава Рузевича,
- медсестру Марию Рейманову;
- знакомого Серадзкого предпринимателя Волиша[2].

## Послевоенные события и современные оценки
15 февраля 1946 года во время заседания Нюрнбергского трибунала советский представитель судебного обвинения Смирнов цитировал фрагменты материалов, собранных «Специальной комиссией по раскрытию немецких преступлений на территории Львовской области»:

Уже перед захватом Львова в распоряжении гестапо были списки ведущих учёных, которые подлежали уничтожению. Списки были составлены по приказу немецкого правительства. Массовые аресты и расстрелы начались сразу после оккупации Львова немцами.
Ни батальон «Нахтигаль», ни его командир, обер-лейтенант Т. Оберлендер, в деле не фигурировали.
Как утверждает историк Александр Гогун, кампания по дискредитации Т. Оберлендера началась в СССР и ГДР гораздо позднее — через шесть лет после того как Т. Оберлендер, придерживавшийся антикоммунистических взглядов, был назначен министром ФРГ по делам беженцев в правительстве Конрада Аденауэра — в 1959 году Комитет государственной безопасности СССР обвинил Т. Оберлендера в том, что в 1941 году он находился в составе «немецко-украинского буржуазно-националистического» батальона «Нахтигаль», а сам батальон участвовал в убийствах поляков и евреев во время войны — в том числе во Львове. Через коммунистическую прессу в ГДР, Польше, СССР и ФРГ была распространена информация о терроре «Нахтигаля» во Львове в июле 1941 года. Созданный в ГДР по советской инициативе «Комитет немецкого единства» опубликовал книгу «Правда о Оберлендере», в которой были представлены свидетельские показания.
Заочный суд, состоявшийся в ГДР 29 апреля 1960 года, осудил Оберлендера как виновного в расстреле польской интеллигенции Львова, а также в убийствах нескольких тысяч львовских евреев. 4 мая 1960 года правительство ФРГ было вынуждено отправить Оберлендера в отставку.
В 1993 году судебное решение в отношении Оберлендера было отменено по формальным основаниям.
Польский историк Зигмунт Альберт утверждает:

Многие поляки до сих пор ошибочно считают, что убийство профессоров совершили украинцы. Если бы это было так, то гамбургский прокурор [в процессе расследования в 1970-х гг.] не признал бы после войны, что это было дело его соотечественников — немцев. Когда доцент Хелена Круковска подала в суд в Людвигсбурге заявление о расследовании убийства её мужа проф. Владимира и остальных профессоров, прокурор Белоу написал ей, что виновными в убийстве являются: [рейхсфюрер СС Генрих] Гиммлер, [генерал-губернатор Ганс] Франк, [бригадефюрер СС доктор Эберхард] Шоэнгарт, СС-Штандартенфюрер Хейм и, видимо, СС-Хауптшарфюрер Хорст Вальденбургер, но всех этих людей нет уже среди живых, а остальные виновные разыскиваются. Этот прокурор признал, что только группа расстреливающих состояла из украинцев, переводчиков, одетых в мундиры формации СС.
Тем не менее часть поляков по-прежнему убеждены в причастности батальона «Нахтигаль» к расстрелам львовских профессоров. В 2004 году руководитель польского «Общества жертв Организации украинских националистов» Степан Секерка назвал утверждения про непричастность «четарей» «Нахтигаля» к этим событиям фальсификацией истории.

## Судьба немецких участников
Карл Эберхард Шёнгарт в 1946 году был приговорён к смертной казни за убийство британских парашютистов и 16 мая 1946 года был повешен в Хамельне.
Вальтер Кучман после войны бежал в Аргентину, жил в Буэнос-Айресе под именем Педро Ольмо. В 1985 году был арестован Интерполом и в 1986 году скончался в больнице. Экстрадиция в ФРГ так и не состоялась.
Ганс Крюгер был задержан в Нидерландах и освобождён в 1948 году. В 1968 году был приговорён к пожизненному тюремному заключению (не за участие в убийстве львовских профессоров, а за преступления, совершённые в Станиславе). Вышел на свободу в 1986 году и умер два года спустя в возрасте 78 лет.
Курт Ставицки проживал в ФРГ под именем Курт Штейн. Умер в 1959 году, к судебной ответственности не привлекался.